# Chamaret
Chamaret est une commune française située dans le département de la Drôme en région Auvergne-Rhône-Alpes. Il s'agit d'un village médiéval placé sur un tertre.
Ses habitants sont dénommés les Chamarétois.

## Géographie

### Localisation
Chamaret est situé à 9 km de Valréas et à 4 km de Grignan.

### Relief et géologie
Sites particuliers :

#### Géologie
Le site sur lequel a été bâti le village de Chamaret est une molasse de Grignan, c'est-à-dire une formation sédimentaire due à l'érosion des reliefs avoisinants.

### Climat
Pour des articles plus généraux, voir Climat d'Auvergne-Rhône-Alpes et Climat de la Drôme.
En 2010, le climat de la commune est de type climat méditerranéen franc, selon une étude du CNRS s'appuyant sur une série de données couvrant la période 1971-2000. En 2020, Météo-France publie une typologie des climats de la France métropolitaine dans laquelle la commune est exposée à un climat méditerranéen et est dans la région climatique  Provence, Languedoc-Roussillon, caractérisée par une pluviométrie faible en été, un très bon ensoleillement (2 600 h/an), un été chaud (21,5 °C), un air très sec en été, sec en toutes saisons, des vents forts (fréquence de 40 à 50 % de vents > 5 m/s) et peu de brouillards. 
Pour la période 1971-2000, la température annuelle moyenne est de 13,3 °C, avec une amplitude thermique annuelle de 17,5 °C. Le cumul annuel moyen de précipitations est de 833 mm, avec 6,1 jours de précipitations en janvier et 3,4 jours en juillet. Pour la période 1991-2020, la température moyenne annuelle observée sur la station météorologique de Météo-France la plus proche, sur la commune de Taulignan à 10 km à vol d'oiseau, est de 14,0 °C et le cumul annuel moyen de précipitations est de 842,4 mm,. Pour l'avenir, les paramètres climatiques de la commune estimés pour 2050 selon différents scénarios d'émission de gaz à effet de serre sont consultables sur un site dédié publié par Météo-France en novembre 2022.

### Voies de communication et transports
Le territoire de la commune est traversé par la route départementale 71 (RD71) selon un axe nord-sud et la route départementale 471 (RD471) selon un axe est-ouest, la zone la plus urbanisée (bourg) étant situé au carrefour des deux axes.

## Urbanisme

### Typologie
Au 1er janvier 2024, Chamaret est catégorisée commune rurale à habitat dispersé, selon la nouvelle grille communale de densité à sept niveaux définie par l'Insee en 2022.
Elle est située hors unité urbaine. Par ailleurs la commune fait partie de l'aire d'attraction de Valréas, dont elle est une commune de la couronne,. Cette aire, qui regroupe 12 communes, est catégorisée dans les aires de moins de 50 000 habitants,.

### Occupation des sols
L'occupation des sols de la commune, telle qu'elle ressort de la base de données européenne d’occupation biophysique des sols Corine Land Cover (CLC), est marquée par l'importance des territoires agricoles (50 % en 2018), en augmentation par rapport à 1990 (46 %). La répartition détaillée en 2018 est la suivante : forêts (50 %), zones agricoles hétérogènes (45,8 %), cultures permanentes (4,1 %). L'évolution de l’occupation des sols de la commune et de ses infrastructures peut être observée sur les différentes représentations cartographiques du territoire : la carte de Cassini (XVIIIe siècle), la carte d'état-major (1820-1866) et les cartes ou photos aériennes de l'IGN pour la période actuelle (1950 à aujourd'hui).

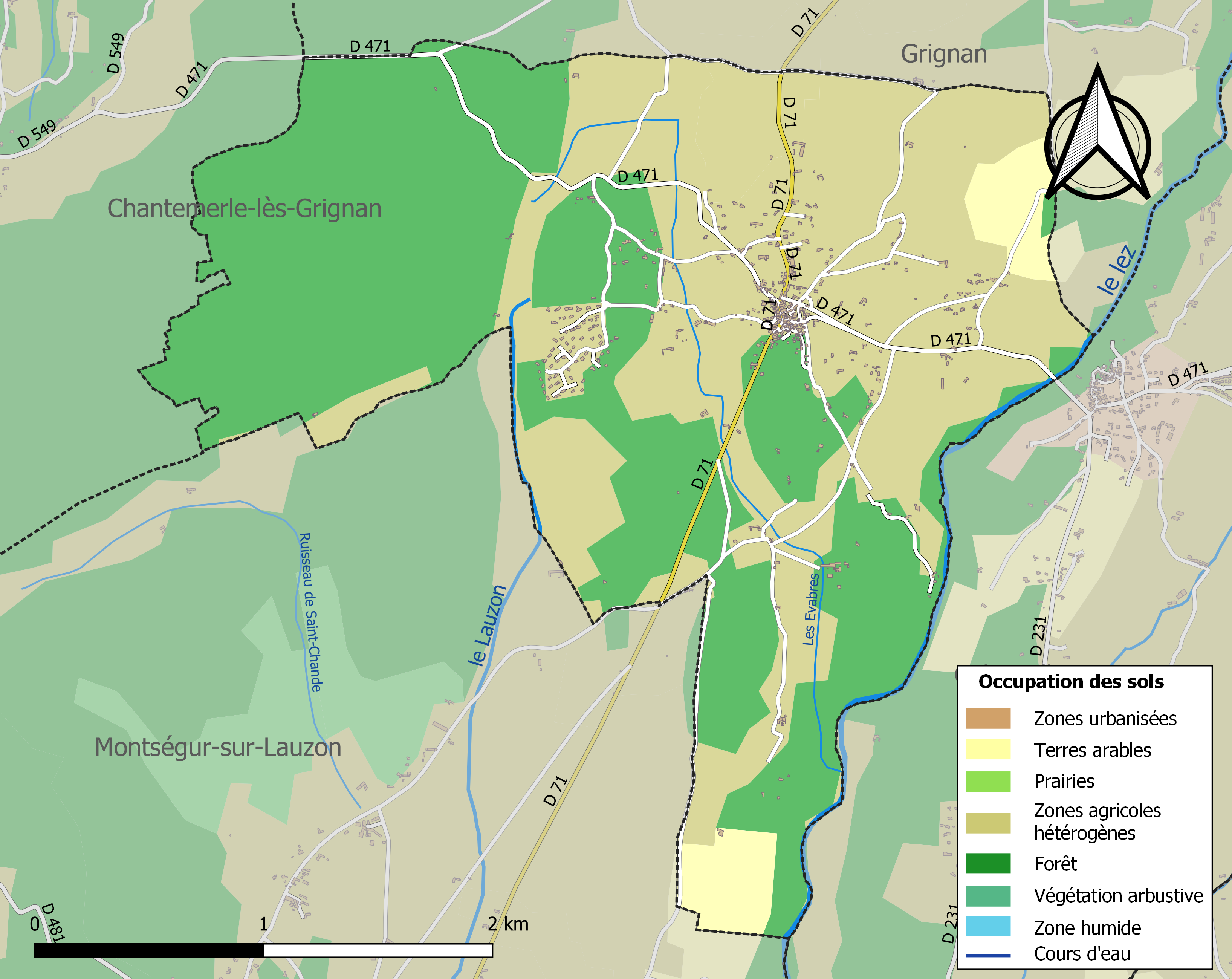
Carte des infrastructures et de l'occupation des sols de la commune en 2018 (CLC).
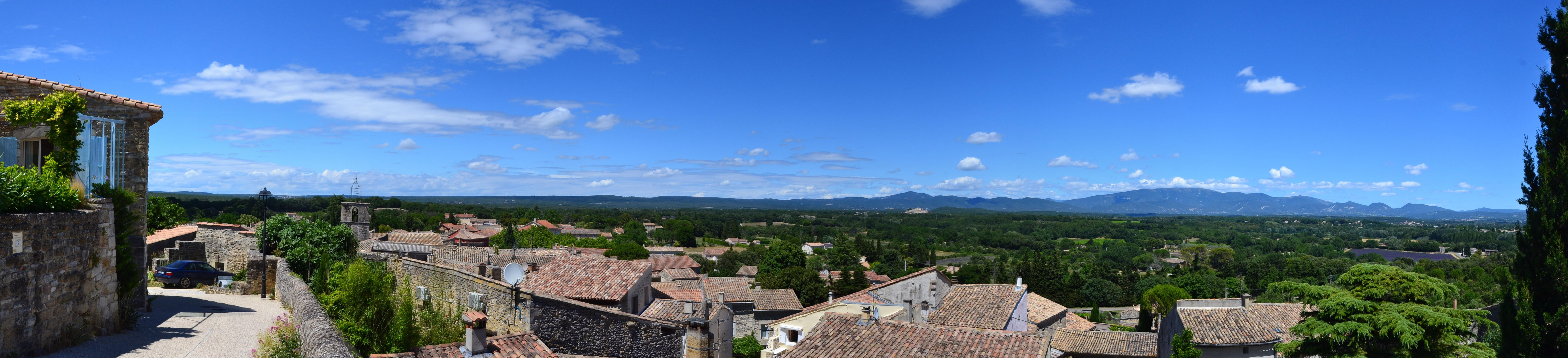
Paysage de Chamaret (2021).

## Toponymie

### Attestations
Dictionnaire topographique du département de la Drôme :
- 1155 : Chamarit (cartulaire des Templiers, 80).
- 1270 : Camaretum (Hist. de Languedoc, VI, 560).
- 1363 : Camaretum (archives Morin-Pons, I, 93).
- 1549 : Chamaret le Maygre (rôle de décimes).
- 1589 : Camaret (corresp. de Lesdiguières, II, 57.)
- 1790 : Chamaret le Maigre (État du clergé).
- 1891 : Chamaret, commune du canton de Grignan.

### Étymologie
Le nom de Chamaret pourrait dériver d'un radical préceltique *calm ou *chalm qui désignerait un plateau inculte, dénudé et pierreux. Ce radical est à rapprocher de l'ancien nord-occitan chalp/chaup, variante de l'occitan chauma (plateau rocheux) ; du préceltique *calma (hauteur ou plateau sec, dénudé) dérivé de la racine ligure *kal (rocher, pierre).

## Histoire

### Préhistoire
Présence préhistorique : de nombreux outils de silex de l'époque néolithique (datés de 2500 à 2000 avant notre ère) ont été trouvés en maints endroits de la commune.

### Protohistoire: les Celtes
Aux Puys, il y a un oppidum de l'âge du fer[réf. nécessaire]. Claude Boisse signale l'existence d'un oppidum défensif, repéré par la photographie aérienne, sur le plateau des Everrunes situé au sud de la commune.

### Antiquité: les Gallo-romains
Présence gallo-romaine : les travaux de restauration de la tour de Chamaret en 1895 ont fait apparaître sous la tour actuelle des fondations d'un bâtiment plus ancien, très probablement les vestiges d'une specula romaine (tour d'observation et de signalisation édifiée par les Romains au IVe siècle pour se protéger des invasions barbares).

### Du Moyen Âge à la Révolution
On retrouve des traces de l'époque médiévale avec ses maisons en pierre et la tour, reste de la forteresse.
La seigneurie :
- Au point de vue féodal, la terre (ou seigneurie) est du patrimoine des évêques de Saint-Paul-Trois-Châteaux.
- Début XIIIe siècle : elle est inféodée aux Chamaret.
- 1343 : elle est acquise par les Adhémar qui l'hommagent aux dauphins.
- La terre est unie à la baronnie de Grignan jusqu'à la Révolution.

Sous Charles II le Chauve, le territoire devient une dépendance de l'archevêché de Saint-Paul-Trois-Châteaux.
1742 : Chamaret compte 105 maisons.
Avant 1790, Chamaret était une communauté de l'élection de Montélimar, subdélégation de Saint-Paul-Trois-Châteaux et de la sénéchaussée de Montélimar. ELle formait une paroisse du diocèse de Saint-Paul-Trois-Châteaux dont l'église était sous le vocable de Saint-Barthélémy, et dont les dîmes appartenaient à l'évêque diocésain.

### De la Révolution à nos jours

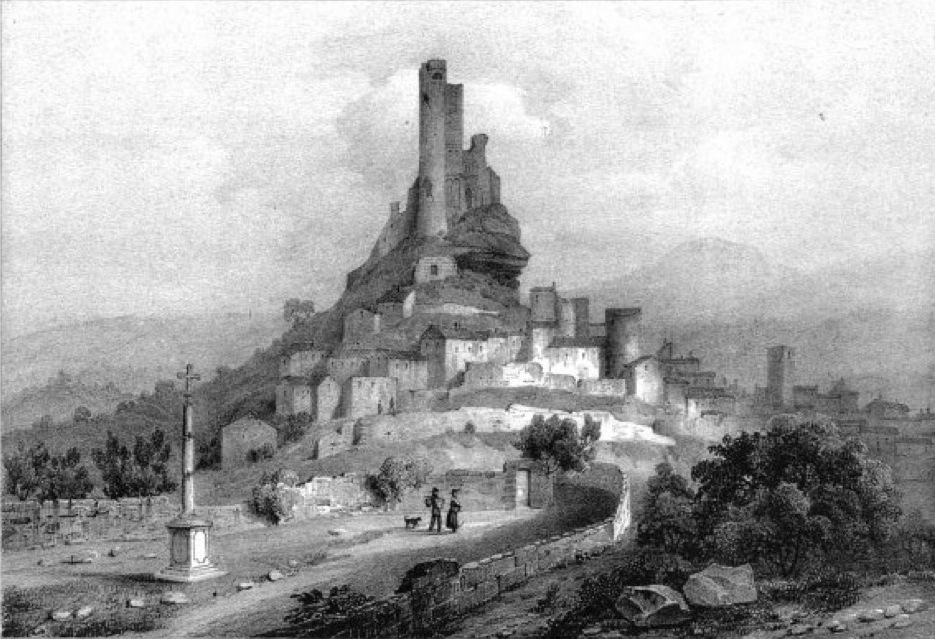
Chamaret au XIXe siècle, illustrée par Victor Cassien, (1808 - 1893).

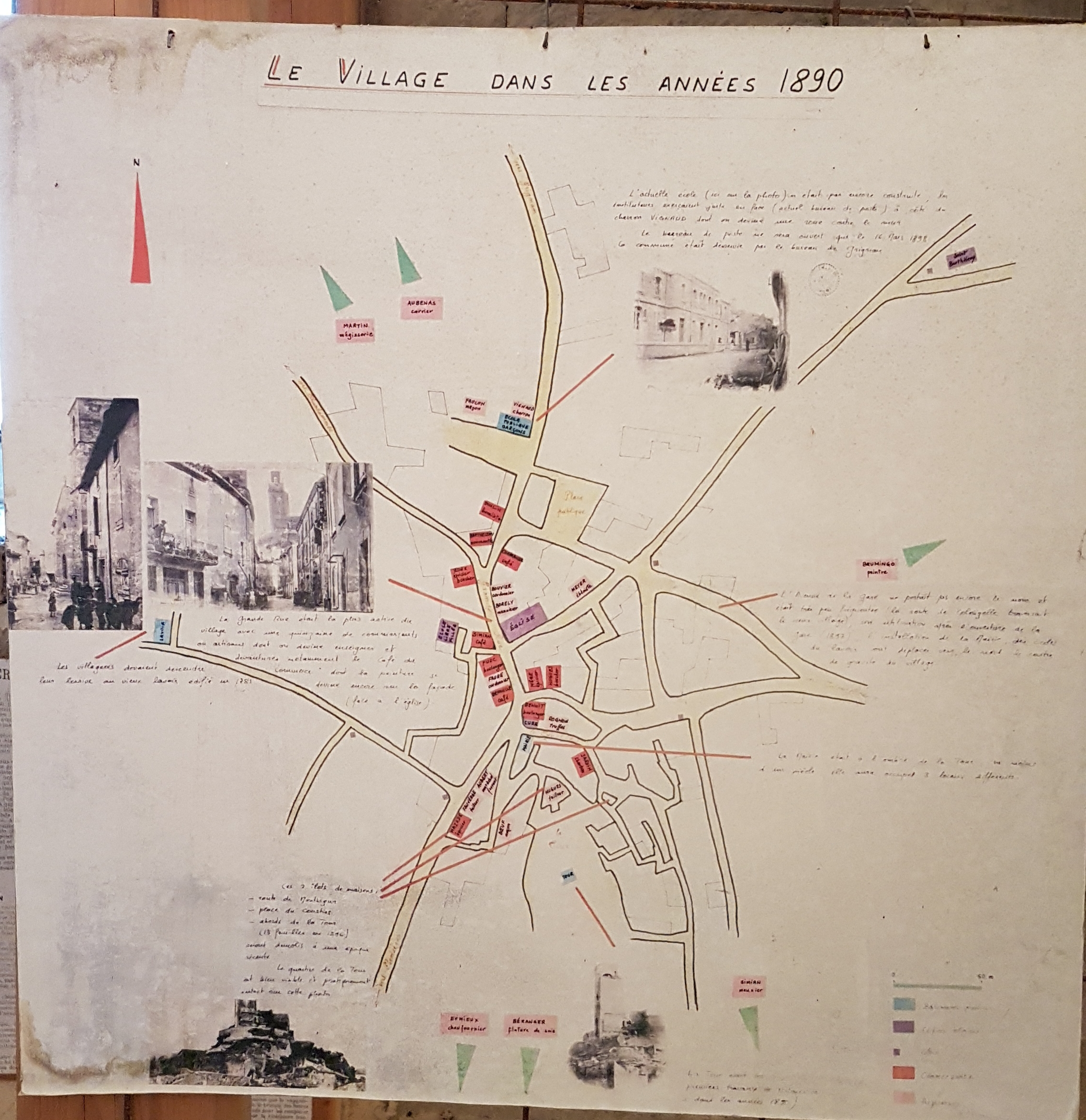
Chamaret dans les années 1890 (exposition, Tour de Chamaret 2022).

Cette commune fait partie du canton de Grignan depuis 1790.
La fin du XIXe siècle et principalement les années 1890 marquent « l'âge d'or » de Chamaret. En effet, après de difficiles négociations, la commune est choisie pour accueillir la station de chemin de fer de la P.L.M. Dans le même temps, elle bénéficie du généreux legs de l'un de ses habitants, Xavier Sylvestre, grâce auquel la commune se dote d'une mairie-école neuve, d'un lavoir communal au centre du village, d'un réseau d'eau potable et d'un poids public. Le donateur est aussi à l'origine de la restauration de la Tour, monument emblématique de la commune et de l'installation de la cloche qui la surmonte. Les activités de la commune sont florissantes : l'exploitation des carrières de pierre, la filature de soie Bérenger, la tannerie Martin, l'agriculture, les commerces et l'artisanat offrent de nombreux emplois.

## Politique et administration

### Liste des maires
| Période                                  | Période                       | Identité         | Étiquette | Qualité |
| ---------------------------------------- | ----------------------------- | ---------------- | --------- | ------- |
| Les données manquantes sont à compléter. |                               |                  |           |         |
| avant 1981                               | ?                             | Lazare Martin    | PS        |         |
| mars 2001                                | mars 2014                     | Pierre Philémon  |           |         |
| mars 2014                                | En cours (au 22 janvier 2015) | Maurice Boissout | DVG       | Cadre   |

## Population et société

### Démographie
L'évolution du nombre d'habitants est connue à travers les recensements de la population effectués dans la commune depuis 1793. Pour les communes de moins de 10 000 habitants, une enquête de recensement portant sur toute la population est réalisée tous les cinq ans, les populations de référence des années intermédiaires étant quant à elles estimées par interpolation ou extrapolation. Pour la commune, le premier recensement exhaustif entrant dans le cadre du nouveau dispositif a été réalisé en 2008.

En 2022, la commune comptait 527 habitants, en évolution de −6,06 % par rapport à 2016 (Drôme : +2,64 %, France hors Mayotte : +2,11 %).
| 1793 | 1800 | 1806 | 1821 | 1831 | 1836 | 1841 | 1846 | 1851 |
| ---- | ---- | ---- | ---- | ---- | ---- | ---- | ---- | ---- |
| 420  | 355  | 451  | 544  | 587  | 563  | 545  | 596  | 588  |

| 1856 | 1861 | 1866 | 1872 | 1876 | 1881 | 1886 | 1891 | 1896 |
| ---- | ---- | ---- | ---- | ---- | ---- | ---- | ---- | ---- |
| 610  | 620  | 635  | 606  | 579  | 557  | 520  | 505  | 608  |

| 1901 | 1906 | 1911 | 1921 | 1926 | 1931 | 1936 | 1946 | 1954 |
| ---- | ---- | ---- | ---- | ---- | ---- | ---- | ---- | ---- |
| 559  | 586  | 562  | 425  | 403  | 428  | 411  | 363  | 337  |

| 1962 | 1968 | 1975 | 1982 | 1990 | 1999 | 2006 | 2008 | 2013 |
| ---- | ---- | ---- | ---- | ---- | ---- | ---- | ---- | ---- |
| 347  | 312  | 275  | 349  | 455  | 493  | 532  | 543  | 561  |

| 2018 | 2022 | - | - | - | - | - | - | - |
| ---- | ---- | - | - | - | - | - | - | - |
| 531  | 527  | - | - | - | - | - | - | - |

### Enseignement
Chamaret relève de l'académie de Grenoble. Les écoliers commencent leurs études à l'école primaire du village, composé de deux classes, pour 37 enfants.

### Manifestations culturelles et festivités

#### Loisirs
- Randonnées[15].

### Cultes
La paroisse catholique de Chamaret dépend du diocèse de Valence, doyenné de Taulignan.

## Économie
En 1992 : céréales, vignes (vin AOC Coteaux du Tricastin), vergers, lavande, truffes, ovins / Produit local : pogne.
- Foires : 17 mars, 24 août, 12 octobre / Marché (truffes) : du 8 novembre au 31 mars, le lundi[15].

Le marché hebdomadaire a lieu tous les vendredis.
La commune fait partie de la zone de production vinicole AOC Grignan les Adhémar[réf. nécessaire].

### Tourisme

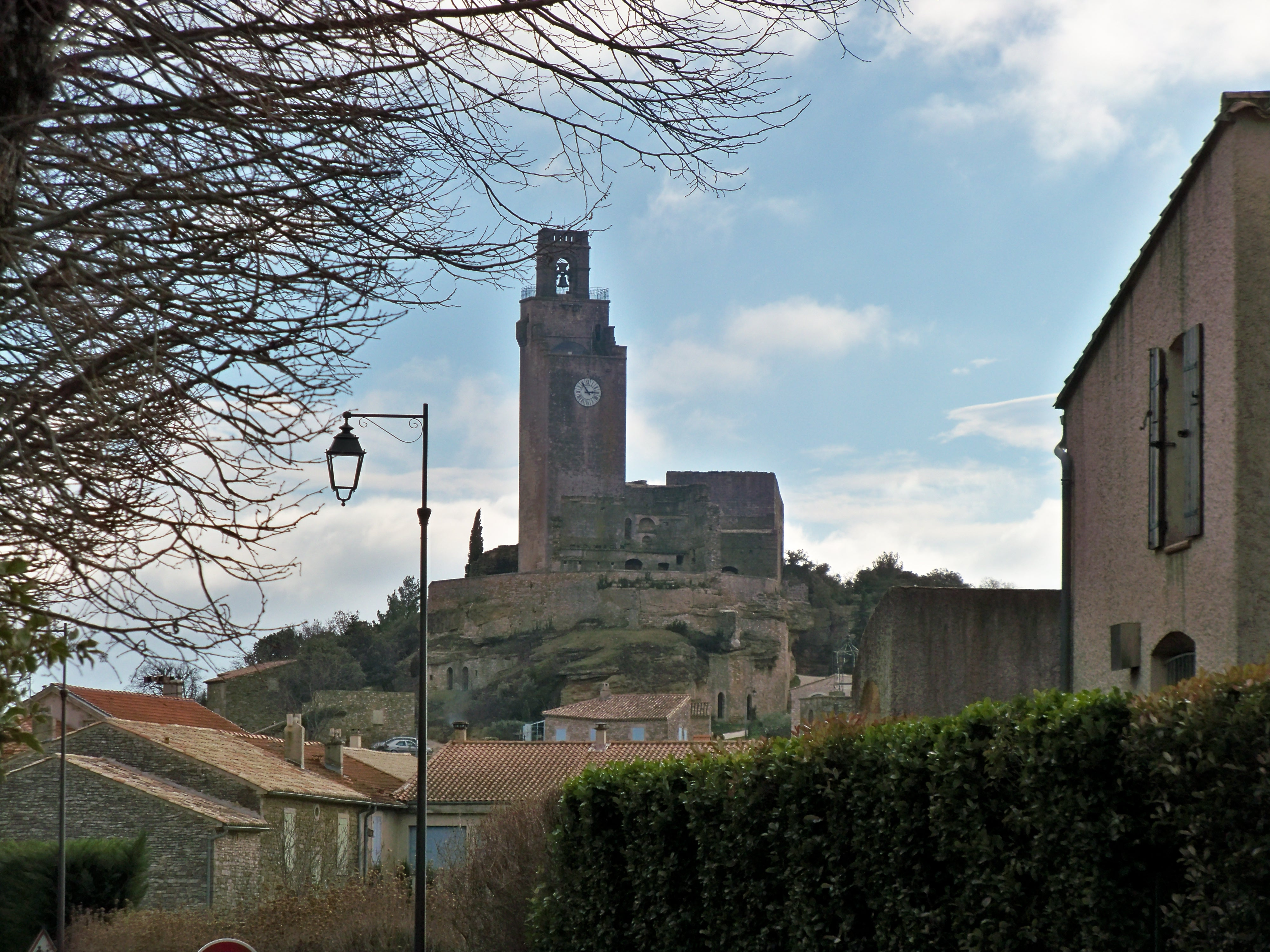
Montée à la tour de Chamaret (2013).

- Vieux village pittoresque : ruelles, maisons[15].
- Beau panorama lorsqu'on se trouve près de la tour : montagne de la Lance, le Ventoux, villages perchés aux alentours, les dentelles de Montmirail.
- Panorama sur le Tricastin et Valréas[15].
- Rives du Lez[15].
- Plusieurs formes d'hébergement touristique sont proposées sur la commune : 6 Gîtes[26], chambre d'hôtes, camping 3 étoiles[27].
- Fête : 24 août / Fête des haricots : cortège et farandole[15].

## Culture locale et patrimoine

### Lieux et monuments
- Les Puys : oppidum de l'âge du fer[réf. nécessaire].
- Restes du château de Chamaret[15],[28].
- Tour du XIIIe siècle et son horloge du XIXe siècle[15] : ce beffroi perché sur un rocher domine toute la région environnante[réf. nécessaire].
- Église Saint-Barthélemy de Chamaret, romane remaniée[15].
- Vestiges de deux chapelles au cimetière[15].

Traces de trois chapelles des Xe, XIIe et XIVe siècles, dans le vieux cimetière[réf. nécessaire].
- Des fours à chaux XIe siècle[réf. nécessaire].
- Chapelle Saint-Barthélémy (du XVIe siècle[réf. nécessaire]) remaniée au XVIIIe siècle[15].
- Porte de la fontaine[15].
- Fontaine du XVIIIe siècle[réf. nécessaire].
- Lavoir du XIXe siècle[réf. nécessaire].
- Différentes cabanes en pierre sèche ou bories[réf. nécessaire].

### Patrimoine naturel
- Grottes[15].
- Carrières abandonnées[15].

### Personnalités liées à la commune
- Régis Bérenger, vice-amiral, vainqueur de la Bataille de Koh Chang est né à Chamaret[réf. nécessaire].

### Héraldique
| Blason de Chamaret | Blason  | De gueules au chevron d'or accompagné de trois croissants du même. |
| Blason de Chamaret | Détails | Le statut officiel du blason reste à déterminer.                   |